# Treize-Septiers
Treize-Septiers é uma comuna francesa na região administrativa da Pays de la Loire, no departamento de Vendéia. Estende-se por uma área de 21,84 km². Em 2010 a comuna tinha 3 326 habitantes (densidade: 152,3 hab./km²).